# Virginia Andreescu Haret
Virginia Andreescu Haret (Bucarest, 21 giugno 1894 – Bucarest, 6 maggio 1962) è stata un'architetta rumena conosciuta per essere stata la prima donna a laurearsi in architettura in Romania.

## Biografia
La madre di Virginia Andreescu morì quando lei aveva nove anni, costringendola così a farsi carico dei suoi tre fratelli più piccoli. Fin da giovane, Andreescu ha avuto modo di osservare le opere d'arte dello zio Ion Andreescu, un pittore rumeno, i cui dipinti erano appesi alle pareti della casa in cui è cresciuta.
Andreescu completò gli anni del liceo privatamente, per poi ottenere il diploma presso il liceo "Mihai Viteazul" di Bucarest. Nel 1912, all'età di 18 anni, ha ottenuto una licenza speciale presso la scuola superiore di architettura di Bucarest, traguardo reso possibile grazie al supporto del ministro dell'istruzione Spiru C. Haret.
Durante la prima guerra mondiale, Andreescu interruppe temporaneamente i suoi studi per dedicarsi al lavoro di infermiera. Dopo il conflitto, ritornò ai suoi studi e nel 1919 si laureò con il massimo dei voti presso la scuola superiore di architettura di Bucarest, presentando una tesi intitolata "Un'accademia di belle arti", che le valse il riconoscimento del Ministero dell'istruzione.
Nel 1922 intraprese un viaggio di studio per esplorare l'architettura del Regno dei Serbi, Croati e Sloveni. Dopo il viaggio scrisse una dettagliata relazione che fu successivamente inclusa nella prestigiosa pubblicazione Fine Arts. Con il denaro ricavato dalla vendita delle sue opere alla Commissione per i monumenti rumena, Andreescu finanziò il suo successivo viaggio in Italia, dove Radu Haret afferma che ha lavorato per un anno sotto la supervisione di Gr. Bargellini e del prof. Montecchi, noto archeologo e presidente della società “Fra i cultori dell’architettura romana”. Luminiţa Machedon invece scrive che ha lavorato sotto la supervisione dell'ingegnere e architetto Duiliu Marcu per il restauro del Teatro Odeon negli anni 1920. Infine, si dice anche che abbia lavorato presso il laboratorio del prof. Eugenio Quartucci in Architettura Storica, occupandosi del restauro delle costruzioni monumentali del periodo classico romano). Il prof. Nicolae Cucu scrive che ha studiato architettura a Bucarest e a Roma, quindi afferma che lì ha fatto studi post-laurea. Infatti, il suo soggiorno di studio coincide con quello di Andreescu.
Nel 1928 si sposò con l'ingegnere Spiru I. Haret, nipote del matematico Spiru C. Haret. La collaborazione con il marito, sia nella sfera personale che professionale, riuscì a creare un'armonia tra le due professioni di ingegnere e architetto, arricchendo i due dal punto di vista professionale. La coppia ebbe un figlio, Radu, che divenne ingegnere.
Virginia Andreescu Haret è deceduta a Bucarest nel 1962.

## Architettura e stile
La sua carriera professionale incluse diverse tipologie di attività, dalla progettazione di edifici alla partecipazione a congressi internazionali di architettura. Collaborò con varie istituzioni, inclusa la Commissione dei monumenti storici e il Ministero della pubblica istruzione, dove raggiunse il ruolo di ispettore generale dell'architettura. Virginia contribuì anche alla formazione delle giovani architette e fu attiva nella pubblicazione di articoli e monografie sull'architettura e sulle arti visive.
Le opere di Virginia abbracciano una vasta gamma di progetti, tra cui edifici residenziali, edifici pubblici e restauri di monumenti storici. Ha integrato spesso elementi dell'architettura tradizionale rumena nei suoi progetti, creando un ponte tra passato e presente nella sua pratica artistica. I suoi contributi nell'architettura sono stati riconosciuti con numerosi premi, sottolineando la sua influenza e importanza nel contesto culturale e professionale della Romania.
Il suo periodo più prolifico di costruzione fu quello tra le due guerre mondiali. Realizzò molti progetti, tra cui il Liceo Gheorghe Şincai, un'ala del College Nazionale Cantemir Vodă, il Casinò Govora e il centro di ricerca antropologica dell'Università di medicina e farmacia Carol Davila, così come molte case private, ville, monumenti e edifici pubblici e privati. Il suo stile era variablie, comprendendo tutti gli stili architettonici rumeni in voga all'inizio del XX secolo, dal classico al moderno. La sua casa era costruita in stile art déco, per il quale sembrava avere una preferenza personale. Dopo aver costruito circa 40 edifici, ha ricevuto la designazione di ispettore generale dell'architettura rumena, la prima donna ad aver ricoperto questo incarico. Ha rappresentato il suo Paese in numerose conferenze e congressi, tra cui i congressi internazionali di architettura a Bruxelles, Mosca, Parigi e Roma, e ha ricevuto numerosi premi per i suoi progetti. Scrisse con l'architetto Nicolae Ghica-Budești una storia dell'architettura in quattro volumi, completa di acquerelli.